# Уэллс, Шарлотта
Шарлотта Уэллс (англ. Charlotte Wells; род. 13 июня 1987, Эдинбург) — шотландский кинопродюсер, сценарист и кинорежиссёр

. Наиболее известна своим полнометражным дебютным фильмом «Солнце моё», за который получила ряд наград, включая премии «Готэм» и British Independent Film Awards.

## Биография
Родилась в Эдинбурге в 1987 году. Училась сначала в Королевском колледже Лондона, а затем в Оксфордском университете.
Примерно в 2010 году работала в сфере финансовых услуг в Нью-Йорке, где начала изучать кино в Школе искусств Tisch при Нью-Йоркском университете, которую окончила в 2017 году.
Живёт в Нью-Йорке.

## Карьера
Её первый короткометражный фильм Tuesday был дважды номинирован на премию BAFTA Scotland New Talent Awards, а также на London Critics' Circle Awards и получил почетное упоминание на Glasgow Short Film Festival. Вторая короткометражка Laps была показана на кинофестивале Сандэнс в 2017 году и получила почетное упоминание от жюри на SXSW Film Festival в том же году. Свой третий короткометражный фильм Blue Christmas Шарлотта Уэллс снимала в шотландском приморском городке. По её словам, фильм был очень сильно вдохновлен её семьей.
Премьера полнометражного дебюта, драмы «Солнце моё», состоялась в мае 2022 года на 75-м Каннском кинофестивале, где фильм был показан в рамках Semaine de la Critique. Сценарий был написан в 2020 году в рамках Sundance Screenwriters Lab.